# Тиффани Тейтум
Тиффани Тейтум (англ. Tiffany Tatum), настоящее имя Ильдико Шаранг (венг. Sarang Ildikó); род. 14 августа 1997 года, Венгрия) — венгерская порноактриса. Дважды лауреат премии XBIZ Europa Award в категории «Лучшая исполнительница года» (2022, 2023).

## Карьера
Пришла в индустрию для взрослых в январе 2017 года в возрасте 19 лет. Её интересы представляет крупное европейское агентство талантов Brill Babes. Участвует в съёмках сцен мастурбации, лесбийского и традиционного секса, а также анального и межрасового секса.
Сотрудничает с такими европейскими и американскими студиями, как 21Sextury, DDF Network, Evil Angel, LetsDoeit, Private, Video Marc Dorcel, студиями Vixen Media Group и многими другими.
В ноябре 2018 года номинирована на премию AVN Awards в категории «Лучшая иностранная исполнительница года», а также в категории «Лучшая лесбийская сцена в иностранном фильме» (за фильм Girl Crush Up Close). В сентябре 2019 года выигрывает награду XBIZ Europa Award в категории «Лучшая сцена секса — полнометражный фильм» (за фильм Rocco’s Time Master: Sex Witches). В январе 2020 года Тиффани выигрывает вторую за свою карьеру награду в порноиндустрии: AVN Awards в категории «Лучшая лесбийская сцена в иностранном фильме» (за Bacchanalia). В конце октября 2020 года выигрывает XBIZ Europa Award в категории «Лучшая сцена секса — гонзо» (фильм My Name is Zaawaadi).
В июле 2019 года снялась в совместной фотосессии с Зази Скимм (англ. Zazie Skymm) для сентябрьского выпуска журнала Hustler.
В сентябре 2021 года выиграла третью по счёту премию XBIZ Europa Award, на этот раз за сцену лесбийского секса с участием Амиры Адары. В августе 2022 года была объявлена победительницей XBIZ Europa Award в одной из самых главных категорий — «Лучшая исполнительница года». В сентябре 2023 года во второй раз одержала победу в данной категории.
В августе 2024 года была выбрана соведущей (в паре с Кристианом Клэем) седьмой церемонии награждения премии XBIZ Europa Award, которая состоится 5 сентября этого же года.
По данным сайта IAFD на август 2024 года, снялась в более чем 500 порнофильмах и сценах.
Согласно биографии своего официального профиля на Pornhub, работала прежде в ресторане; среди хобби упоминает чтение книг, игру на фортепиано, кулинарию, выращивание цветов и верховую езду.

## Награды и номинации
| Список наград и номинаций | Список наград и номинаций | Список наград и номинаций | Список наград и номинаций                                                                                                | Список наград и номинаций                                         |
| Год                       | Награда                   | Результат                 | Категория | Фильм                                                             |
| ------------------------- | ------------------------- | ------------------------- | --- | ----------------------------------------------------------------- |
| 2018                      | XBIZ Europa Award         | Номинация                 | Лучшая сцена секса — гламкор (вместе с Кристианом Клэем)                                                                 | Fashion and Anal                                                  |
| 2018                      | XBIZ Europa Award         | Номинация                 | Лучшая сцена секса — лесбийский фильм (вместе с Тейлор Сэндс)                                                            | Lesbian Romance                                                   |
| 2019                      | AVN Award                 | Номинация                 | Иностранная исполнительница года                                                                                         | н/д                                                               |
| 2019                      | AVN Award                 | Номинация                 | Лучшая лесбийская сцена в иностранном фильме (вместе с Лекси Доной)                                                      | Girl Crush Up Close                                               |
| 2019                      | XBIZ Europa Award         | Номинация                 | Исполнительница года | н/д                                                               |
| 2019                      | XBIZ Europa Award         | Номинация                 | Лучшая сцена секса — лесбийский фильм (вместе с Амирой Адарой, Анджеликой Грейс и Рэд Фокс)                              | Bad Girls Lesbian Addiction                                       |
| 2019                      | XBIZ Europa Award         | Победа                    | Лучшая сцена секса — полнометражный фильм (вместе с Лутро)                                                               | Rocco’s Time Master: Sex Witches                                  |
| 2020                      | AVN Award                 | Номинация                 | Иностранная исполнительница года                                                                                         | н/д                                                               |
| 2020                      | AVN Award                 | Победа                    | Лучшая лесбийская сцена в иностранном фильме (вместе с Амирой Адарой, Анной де Виль, Мишей Кросс и Софи Спаркс)          | Bacchanalia                                                       |
| 2020                      | XBIZ Award                | Номинация                 | Иностранная исполнительница года                                                                                         | н/д                                                               |
| 2020                      | XBIZ Europa Award         | Номинация                 | Исполнительница года | н/д                                                               |
| 2020                      | XBIZ Europa Award         | Номинация                 | Лучшая сцена секса — гламкор (вместе с Кейси Норман и Тотти)                                                             | Russian Institute: The Superintendant                             |
| 2020                      | XBIZ Europa Award         | Победа                    | Лучшая сцена секса — гонзо (вместе с Винсом Картером и Зааваади)                                                         | My Name is Zaawaadi                                               |
| 2020                      | XBIZ Europa Award         | Номинация                 | Лучшая сцена секса — гонзо (вместе с Мери Монро и Эриком Эверхардом)                                                     | Rocco’s True Stories 2                                            |
| 2020                      | XBIZ Europa Award         | Номинация                 | Лучшая сцена секса — лесбийский фильм (вместе с Амирой Адарой, Анной де Виль, Мишей Кросс и Софи Спаркс)                 | Bacchanalia                                                       |
| 2020                      | XBIZ Europa Award         | Номинация                 | Лучшая сцена секса — полнометражный фильм (вместе с Люком Харди)                                                         | A Perfect Woman                                                   |
| 2021                      | AVN Award                 | Номинация                 | Иностранная исполнительница года                                                                                         | н/д                                                               |
| 2021                      | AVN Award                 | Номинация                 | Лучшая сцена группового секса в иностранном фильме (вместе с Дарреллом Дипсом, Фредди Гонгом и Эмили Уиллис)             | Join Us                                                           |
| 2021                      | XBIZ Europa Award         | Номинация                 | Исполнительница года | н/д                                                               |
| 2021                      | XBIZ Europa Award         | Номинация                 | Лучшая сцена секса — гламкор (вместе с Винсом Картером)                                                                  | Newton Genius and Stud                                            |
| 2021                      | XBIZ Europa Award         | Победа                    | Лучшая сцена секса — лесбийский фильм (вместе с Амирой Адарой)                                                           | Catch Me If You Can                                               |
| 2021                      | XBIZ Europa Award         | Номинация                 | Лучшая сцена секса — лесбийский фильм (вместе с Алексис Кристал, Алиссой Рис, Амирой Адарой, Анной де Виль и Черри Кисс) | Cherry’s Anal Beauties                                            |
| 2022                      | XBIZ Europa Award         | Победа                    | Исполнительница года | н/д                                                               |
| 2022                      | XBIZ Europa Award         | Номинация                 | Лучшая сцена секса — лесбийский фильм (вместе с Анджеликой Грейс)                                                        | Who Am I?                                                         |
| 2023                      | AVN Award                 | Номинация                 | Лучшая международная сцена секса мужчина/женщина (вместе с Mr. Big Fat Dick)                                             | Tiffany Tatum: Crazy Fucking Massage (из Rocco’s Psycho Teens 17) |
| 2023                      | Venus Award               | Номинация                 | Лучшая международная исполнительница                                                                                     | н/д                                                               |
| 2023                      | XBIZ Europa Award         | Победа                    | Исполнительница года | н/д                                                               |
| 2023                      | XBIZ Europa Award         | Номинация                 | Лучшая сцена секса — гонзо (вместе с Винсом Картером и Катриной Морено)                                                  | Rocco’s Sex Clinic: Treatment 6                                   |
| 2023                      | XBIZ Europa Award         | Номинация                 | Лучшая сцена секса — лесбийский фильм (вместе с Амирой Адарой)                                                           | Far Away From the City                                            |
| 2023                      | XBIZ Europa Award         | Победа                    | Лучшая сцена секса — лесбийский фильм (вместе с Амирой Адарой и Вероникой Леаль)                                         | Marla                                                             |
| 2024                      | AVN Award                 | Номинация                 | Иностранная исполнительница года                                                                                         | н/д                                                               |
| 2024                      | XBIZ Europa Award         | Номинация                 | Исполнительница года | н/д                                                               |
| 2024                      | XBIZ Europa Award         | Номинация                 | Лучшая сцена секса — гонзо (вместе с Аароном Роком, Винсом Картером, Лиа Лин и Сельвой Лапьедрой)                        | Rocco’s Perverted Secretaries 5                                   |
| 2025                      | AVN Award                 | Номинация                 | Иностранная исполнительница года                                                                                         | н/д                                                               |
| 2025                      | AVN Award                 | Номинация                 | Лучшая международная лесбийская сцена (вместе с Литтл Каприс)                                                            | From Another World                                                |
| 2025                      | XMA Europa Award          | Номинация                 | Исполнительница года | н/д                                                               |
| 2025                      | XMA Europa Award          | Номинация                 | Лучшая сцена секса — виньетка (вместе с Чарли Дином)                                                                     | Kiss Don’t Tell                                                   |
| 2025                      | XMA Europa Award          | Номинация                 | Лучшая сцена секса — лесбийский фильм (вместе с Банни Брауни, Леей Десантис, Сарой Хайзел и Эшби Уинтер)                 | The Thing                                                         |
| 2025                      | XMA Europa Award          | Номинация                 | Лучшая сцена секса — лесбийский фильм (вместе с Амирой Адарой и Иви Рейн)                                                | What About Your Wife                                              |
| 2025                      | XMA Europa Award          | Номинация                 | Лучшая сцена секса — только секс (вместе с Эриком Эверхардом)                                                            | Naughty Neighbours                                                |

## Избранная фильмография
- 2018 — All Filled Up 10
- 2018 — Grandpas vs. Teens 14
- 2018 — Horny Porny Sporty Teens
- 2018 — Lover’s Lane 2[29]
- 2018 — Rocco’s Intimate Castings 17
- 2019 — Ass Licking Girls
- 2019 — More Than Girlfriends